# إقليم أريكيبا
إقليم أريكيبا (بالإنجليزية: Arequipa Region)‏  هو أحد أقاليم بيرو، يتبع بيرو، عاصمته أريكوبيا.

## الموقع
يشترك في الحدود مع:
- إقليم أياكوتشو
- إقليم بونو
- إقليم موكيغوا
- إقليم قوسقو
- إقليم أبوريماك
- إقليم إيكا.

## أعلام
- خورخي كوري